# Ямантау
Яманта́у (башк. Ямантау, Yamantaw — погана гора, проклята гора) — гірський масив в Башкортостані. Головні вершини — Оло Ямантау (велика погана гора, 1640 м) і Кесе Ямантау (мала погана гора, 1510 м). Оло Ямантау є найвищою горою Південного Уралу. Весь гірський масив оточений територією Південно-Уральського заповідника.
Біля підніжжя гір розташований ЗАТУ місто Міжгор'є, в якому з кінця 1990-х років ведеться великомасштабне таємне підземне будівництво, — імовірно, спорудження бункерів для керівництва Росії на випадок ядерної війни. 